# Robert Nighthawk
Pour les articles homonymes, voir McCollum.
Robert Lee McCollum, né le 30 novembre 1909 à Helena dans l'Arkansas et mort le 5 novembre 1967 dans sa ville natale), connu sous les noms de Robert Lee McCoy, Peetie's boy et Robert Nighthawk, est un chanteur, guitariste et harmoniciste de blues américain.

## Biographie

### Robert Lee McCoy
Il nait à Helena (Arkansas). Il quitte la ferme d'Helena pour voyager à travers le Mississippi. Il se fixe à Saint Louis au milieu des années 1930 et prend le nom de sa mère, pour se faire appeler Robert Lee McCoy. Il fréquente les bluesmen locaux, comme Big Joe Williams, Henry Townsend (en) et John Lee "Sonny Boy" Williamson. Ils se retrouvent par deux fois en 1937 dans un studio d'Aurora (Illinois), où il gravera ses premiers disques personnels chez Victor (ainsi que Sonny Boy) dont Prowling Night-Hawk le 5 mai. C'est de ce titre qu'il tirera le pseudonyme sous lequel il est connu.
Ces sessions démarre la carrière de ses partenaires, mais lui continue sa vie errante et accompagne de nombreux bluesmen pour Victor/Bluebird et Decca. Il enregistrera aussi des disques personnels sous différents pseudonymes. On l'entend également sur différentes radios locales. Un beau jour, le guitariste Robert McCoy disparaît...

### Robert Nighthawk
Quelques années plus tard apparaît un étonnant guitariste slide, Robert Nighthawk. Il commence à enregistrer pour Aristocrat et Chess Records entre 1948 et 1950. Sa voix s'est encore assombrie, et il a un jeu de slide coulé et envoûtant, entre Tampa Red et Muddy Waters. Néanmoins les frères Chess préfèrent pousser la carrière de Muddy Waters, qui a une présence scénique supérieure.
Robert se produira aléatoirement dans la banlieue de Chicago. On le retrouve quelques années plus tard en 1963 à faire la manche dans le quartier de Maxwell Street de Chicago. On l'enregistrera en live ; il participe à quelques séances d'enregistrement. Il quitte Chicago pour sa ville natale où on le retrouve pour une courte période dans la fameuse émission King Biscuit Time (en) de la station de radio KFFA d'Helena après la mort de Sonny Boy Williamson.
Il meurt d'un arrêt cardiaque, chez lui à Helena en 1967.